# Atlantisch orkaanseizoen 1959
Het Atlantisch orkaanseizoen 1959 duurde van 28 mei 1959, toen de eerste tropische storm ontstond tot 30 november 1959. Het seizoen 1959 was een normaal seizoen wat betreft de activiteit. Het seizoen telde elf tropische stormen, die op een na allemaal een naam kregen. Zeven tropische stormen promoveerden tot orkaan. Twee orkanen wiesen aan tot majeure orkanen, dat wil zeggen van de derde categorie of meer. Opmerkelijk waren Gracie, de sterkste orkaan van het seizoen, die in South Carolina landde en de Orkaan van Escuminac, die in het gelijknamige vissersdorp in de Canadese provincie New Brunswick hard toesloeg en er 19 vrouwen weduwe maakte en er 76 weeskinderen achterliet.

## Cyclonen

### Tropische storm Arlene
Op 23 mei lag er een tropische golf boven de Dominicaanse Republiek. De tropische onweersstoring, die ermee gepaard ging, bracht reeds slecht weer boven het noorden van de Caraïbische Zee, Hispaniola en de oostelijke Bahama's. Twee dagen later ontstond er boven het westen van de Caraïbische Zee een lagedrukgebied in de middelste lagen van de atmosfeer. Dit lagedrukgebied trok op 27 mei de Golf van Mexico binnen en breidde zijn circulatie uit naar het aardoppervlak. De tropische onweersstoring, die inmiddels verder westwaarts was getrokken werd nu ontwikkeld tot een tropische depressie op 28 mei ten noorden van de Straat Yucatán, die naar het noordwesten trok. In de nacht van 28 op 29 mei promoveerde de depressie tot tropische storm Arlene.
Op 30 mei bereikte zij haar hoogtepunt met windsnelheden van 93 km/uur bij een druk van 1000 mbar. Daarna draaide Arlene naar het noordnoordoosten en nam iets aan kracht af, voordat zij later op 30 mei landde als zwakke tropische storm op de zuidwestkust van Louisiana. Een paar uur later, op 31 mei degradeerde Arlene tot een tropische depressie, die over Louisiana en Mississippi trok en daarna naar het oosten draaide over Alabama en Georgia, waar Arlene op 2 juni oploste. Arlene eiste één mensenleven en veroorzaakte $500.000,- schade (niet gecorrigeerd voor inflatie).

### Tropische storm Beulah
Op 15 juni stagneerde het uiteinde van een koufront boven de Golf van Campeche. Op 16 juni ontstond hieruit een tropische depressie, die naar het noordwesten trok. De tropische cycloon werd geholpen door een krachtig hogedrukgebied boven de Grote Meren, dat een sterke oostelijke stroming over de noordelijke Golf van Mexico veroorzaakte. Enige uren later promoveerde de tropische depressie tot tropische storm Beulah. Beulah kon slechts kort van het verre hogedrukgebied profiteren; op 16 juni verzwakte het razendsnel en bovendien kreeg zij last van schering van een trog van lage druk op grote hoogte van lage druk op haar noordwestflank. Toen de trog zich terugtrok naar het westen, bereikte Beulah haar hoogtepunt met windsnelheden van 110 km/uur en 987 mbar net onder de orkaandrempel. Op dat moment verscheen er echter op haar noordoostflank een nieuwe trog van lage druk op middelgrote hoogte, die schering over Beulah bracht en haar in zuidelijke richting dreef. Deze trog en het instorten van het hogedrukgebied hadden Beulah ervan weerhouden uit te wassen tot een goed georganiseerde orkaan. Beulah degradeerde op 18 juni tot tropische depressie voordat zij de kust van Veracruz kon bereiken en loste een paar uur later op.

### De orkaan van Escuminac
Terwijl Beulah zich boven de Golf van Campeche ontwikkelde, diende een nieuwe tropische golf zich aan, boven het noordwesten van de Caraïbische Zee. De tropische onweersstoring trok noordwestwaarts, de Golf van Mexico binnen en ontwikkelde zich op 18 juni tot tropische depressie, die naar het noordoosten trok. Terwijl de tropische depressie zich op dat moment ver ten westen van Miami veroorzaakte zij op de avond van 17 juni (lokale tijd) een windhoos, die vele gewonden en $1.500.000,- schade veroorzaakte. De depressie landde dezelfde dag, 18 juni op de westkust van Florida en stak het schiereiland over. Boven de Atlantische Oceaan won de tropische depressie aan kracht en promoveerde tot tropische storm, die in aanvaring kwam met een koufront, dat hij in zich opnam. Desondanks kon de tropische storm zijn warme kern, dus zijn tropische status, behouden en wies op 19 juni aan tot een orkaan, toen hij zijn hoogtepunt bereikte met windsnelheden van 130 km/uur en een minimale druk van 974 mbar. Daarna begon de orkaan zijn tropische kenmerken te verliezen maar bleef wel winden van orkaankracht behouden. De extratropische storm draaide naar het noordnoordwesten, richting Nova Scotia en New Brunswick.
De storm geraakte 12 uur stationair in de Sint-Laurensbaai tussen Nieuw Brunswijk, Nova Scotia en Prince Edward Island. Daarna draaide de extratropische storm, nu onder de orkaandrempel naar het oostnoordoosten terug de Atlantische Oceaan op. Op de avond van 19 juni trok de cycloon over een vissersvloot van 54 schepen, die die dag waren uitgevaren van Escuminac in New Brunswick. Slechts 22 schepen overleefden de ramp. De storm liet 19 weduwen achter en 76 weeskinderen. Escuminac, een vissersdorp met 600 inwoners werd hierdoor zwaar getroffen. Er kwam een zoekactie op gang naar mogelijke overlevenden gecoördineerd door de Canadese luchtmacht en de Royal Canadian Mounted Police. Er kwam een hulpactie op gang en Elizabeth II van het Verenigd Koninkrijk en Philip Mountbatten, die op dat moment elders in Canada verbleven, deden hun rouwbeklag en leverden een aanzienlijke bijdrage aan het hulpfonds.

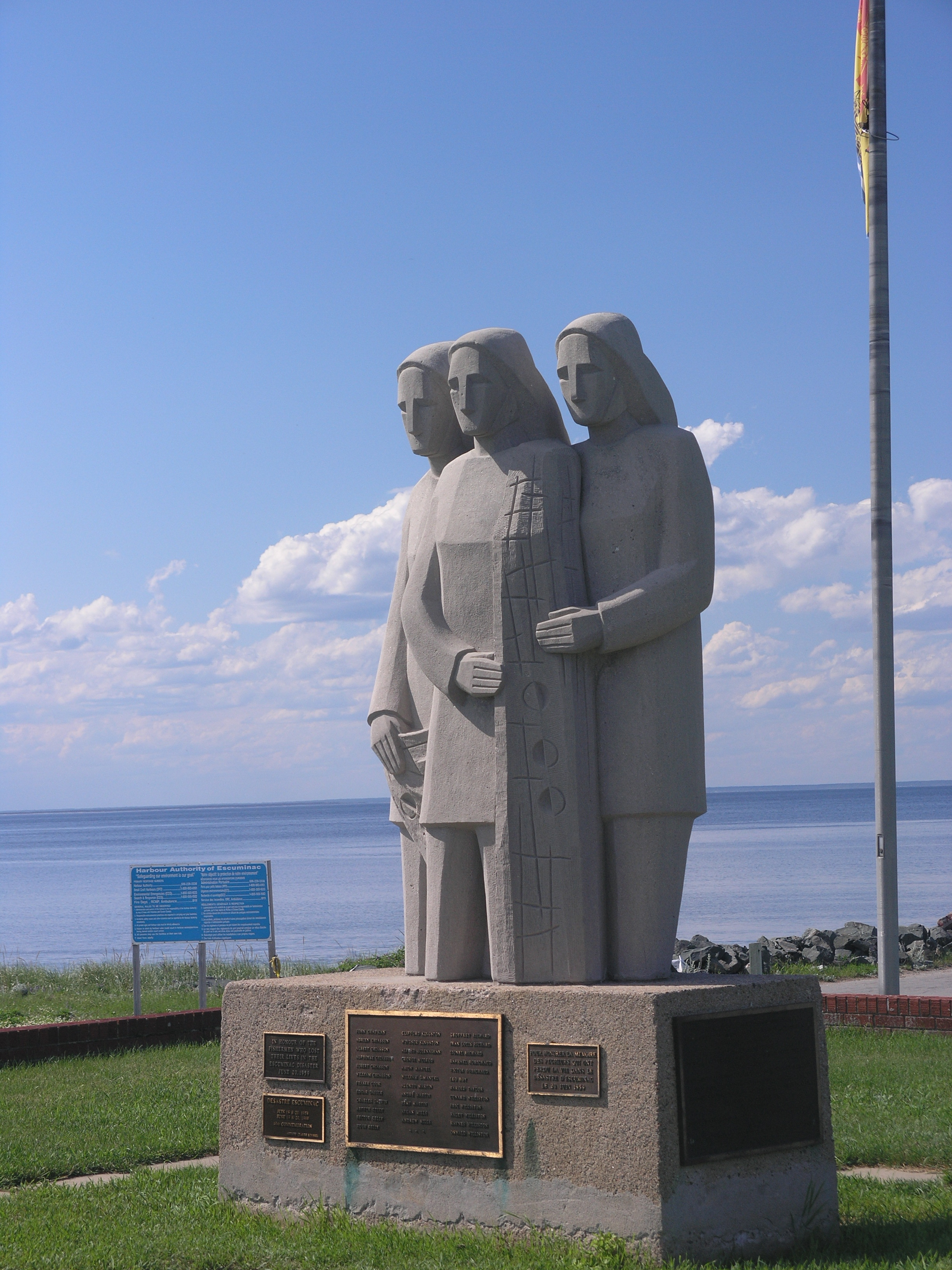
Monument voor de slachtoffers van de orkaan van Escuminac

De ramp was niet alleen een humanitaire ramp, maar ook een economische; vele andere vissersschepen waren onherstelbaar beschadigd en ook was er aan infrastructuur zoals scheepswerven ernstige schade toegebracht. De orkaan van Escuminac eiste het leven aan 35 vissers en veroorzaakte $1.700.000,- aan schade als tropische cycloon in Florida; $1.500.000,- als gevolg van bovengenoemde windhoos en $200.000,- aan landbouwschade (alle genoemde schades zijn niet gecorrigeerd voor inflatie). De schade, die de extratropische storm in Canada aanrichtte, is nooit bekend geworden. In de haven van Escuminac herinnert een monument aan de ramp met de inscriptie van 35 namen van de slachtoffers en de tekst: "In honour of the fishermen who lost their lives in the Escuminac disaster, June 20, 1959 … Pour honorer la memoire des pecheurs qui ont perdu la vie dans la desastre Escuminac Le 20 juin 1959."

### Orkaan Cindy
Begin juli trok een lagedrukgebied van de Grote Meren richting de Canadese oostkust. Het koufront waarmee het lagedrukgebied gepaard ging, lag voor de Amerikaanse oostkust. Het zuidelijke uiteinde van dit koufront lag noordelijk van de Bahama's en oostelijk van Noord-Florida. Dit uiteinde raakte afgesnoerd en vormde zo een klein lagedrukgebied. Dit lagedrukgebied kwam tot ontwikkeling, verloor zijn koude kern en kreeg convectie, waardoor het op 5 juli promoveerde tot tropische depressie. De depressie trok naar het noordoosten en promoveerde op 7 juli tot de tropische storm Cindy, mede doordat een hogedrukgebied zich op haar noordflank ontwikkelde. Cindy draaide naar het westen, door het bovengenoemde hogedrukgebied en promoveerde op 8 juli tot orkaan.
Cindy draaide naar het noordwesten en landde met 120 km/uur op 9 juli op de kust van South Carolina tussen Charleston en Georgetown. Boven South Carolina degradeerde Cindy snel tot tropische storm en een paar uur later tot tropische depressie. Tropische depressie Cindy draaide naar het noordoosten en trok over North Carolina en Virginia en kwam op 10 juli weer boven de Atlantische Oceaan en promoveerde prompt tot tropische storm. Cindy trok langs de kust verder naar het noordoosten en verloor op 11 juli haar tropische kenmerken. De extratropische Cindy landde nog in Nova Scotia en verdween op 12 juli ten noorden van Nova Scotia. Cindy eiste één mensenleven en veroorzaakte $75.000,- schade (niet gecorrigeerd voor inflatie).

### Orkaan Debra
Op 15 juli ontwikkelde zich een lagedrukgebied op grote hoogte met koude kern boven de Bahama's. Het lagedrukgebied ging gepaard met onweersbuien en trok naar het westen, richting de Golf van Mexico. Bovendien begon het lagedrukgebied zich naar het aardoppervlak uit te breiden. Op 20 juli ontstond een lagedrukgebied aan het aardoppervlak, die op 23 juli promoveerde tot tropische depressie boven het noordwesten van de Golf van Mexico. De tropische depressie trok noordwestwaarts en won snel aan kracht. De tropische depressie promoveerde enkele uren later tot tropische storm Debra en een dag later op 24 juli tot orkaan. De rug van hoge druk, die zowel aan het aardoppervlak als op grote hoogte op Debra's noordflank heerste, trok zich naar het oosten terug. Dit gebeurde doordat een trog van lage druk vanuit het westen oostwaarts trok.
Debra koerste tussen deze twee systemen, de trog ten noordwesten en de hogedrukrug ten noordoosten, naar het noorden. Debra bereikte haar hoogtepunt met windsnelheden van 140 km/uur en een minimale druk van 984 mbar op 24 juli. De volgende dag landde Debra op de Texaanse kust tussen Freeport en Galveston als orkaan met windsnelheden van 120 km/uur. Boven Texas degradeerde Debra snel tot tropische storm en een paar uur later op 26 juli tot tropische depressie. Tropische depressie Debra draaide meer en meer naar het noordwesten, westnoordwesten en westen en loste ten slotte op boven Oklahoma op 28 juli. Debra eiste geen slachtoffers, maar veroorzaakte $7.000.000,- schade (niet gecorrigeerd voor inflatie).

### Tropische storm Edith
Op 17 augustus ontstond er een tropische depressie ten oosten van de Bovenwindse Eilanden, die de volgende dag promoveerde tot tropische storm Edith. Edith trok naar het westnoordwesten en bleef gedurende haar gehele bestaan een slecht georganiseerde tropische cycloon. Edith passeerde Guadeloupe op 18 juli, ongeveer op het moment dat zij haar hoogtepunt bereikte met windsnelheden tot 93 km/uur. Daarna verzwakte zij gestaag boven het noorden en noordoosten van de Caraïbische Zee. Op 19 augustus loste zij op ten zuiden van Hispaniola. Haar ondergang is waarschijnlijk bespoedigd door schering en haar snelle koers westnoordwestwaarts. Edith eiste geen slachtoffers en richtte geen schade aan.

### Orkaan Flora
Op 6 september vertrok een tropische golf over de archipel Kaapverdië westwaarts en kwam tot ontwikkeling. Op 9 september ontstond uit de tropische onweersstoring een tropische depressie, die naar het noordnoordwesten trok en op 10 september promoveerde tot tropische storm Flora nabij 21,1° Noorderbreedte, 46,3° Westerlengte. Flora draaide naar het noordoosten en promoveerde op 11 september tot orkaan en bereikte haar hoogtepunt met windsnelheden van 120 km/uur en een laagst waargenomen druk van 994 mbar. Voordat zij de zuidelijkst gelegen eilanden van de Azoren bereikte, kwam Flora in aanvaring met een koufront, behorende bij een polair lagedrukgebied. Hierdoor verloor Flora haar tropische kenmerken. Hoewel zij aanvankelijk nog een extratropische cycloon was met orkaankracht, zakte zij onder de orkaandrempel vlak voordat zij de Azoren bereikte. Daarna boog zij af in noordelijk en noordwestelijke richting door een trog van lage druk ten noordwesten van haar. Op 14 september loste de extratropische Flora op boven het noorden van de Atlantische Oceaan.

### Orkaan Gracie

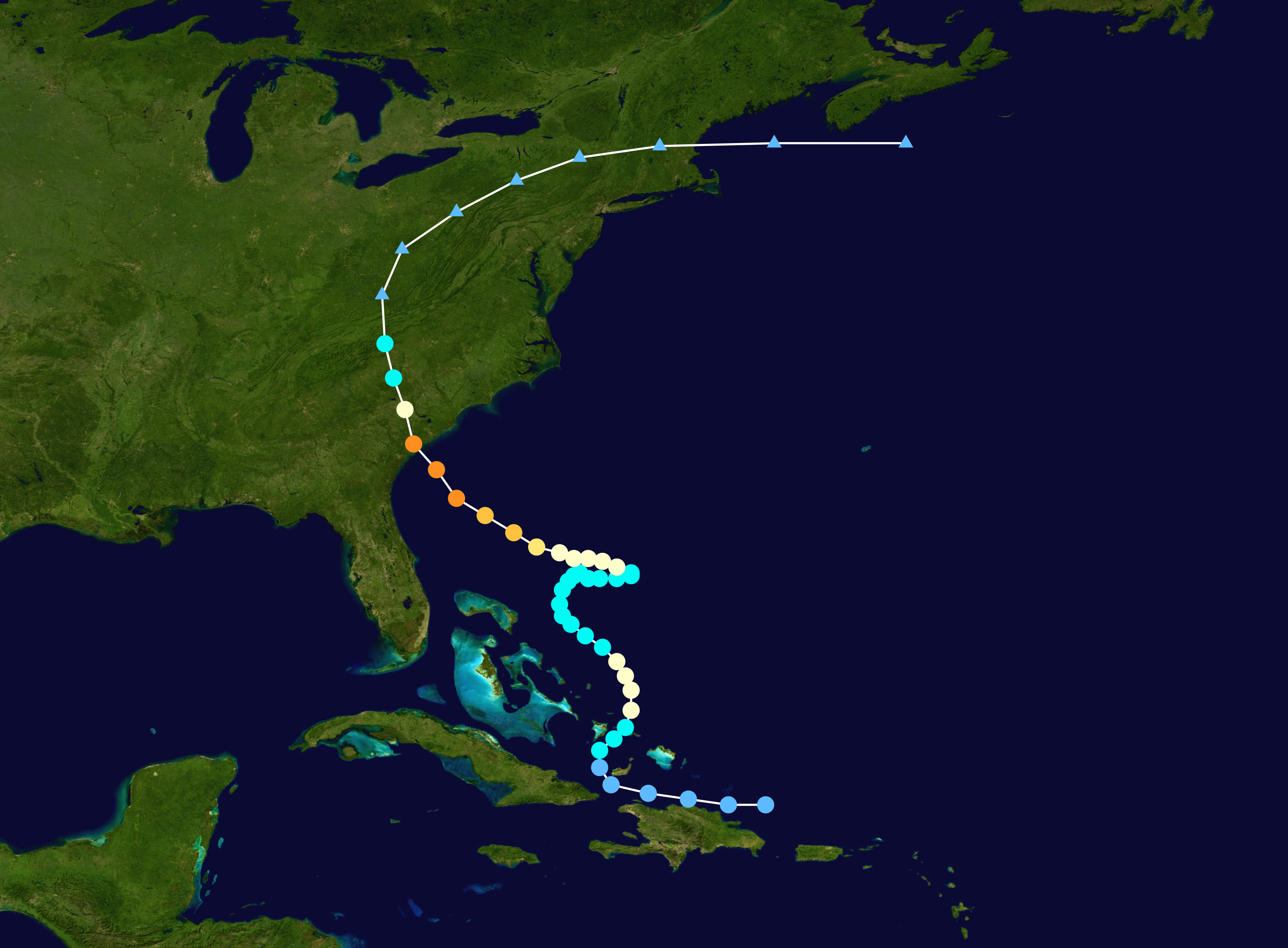
De grillige koers van orkaan Gracie, die meteorologen voor raadsels stelde. Verklaring: Turkoois: tropische depressie, Blauw: tropische storm, Wit: orkaan, eerste categorie, Roomkleurig: tweede categorie, Geel: derde categorie, Oranje: vierde categorie, Grijs: extra tropische depressie

Op 16 september werd een tropische golf, midden boven de Atlantische Oceaan voor het eerst waargenomen. Deze trok naar het noordnoordwesten en op 20 september ontstond een tropische depressie ten noordoosten van Hispaniola. De tropische depressie trok verder naar het westnoordwesten en promoveerde op 22 september tot tropische storm Gracie ten noorden van het uiterste oosten van Cuba. Omdat de situatie in de hogere lagen van de troposfeer erg ingewikkeld was, begon Gracie aan een grillig koersverloop, dat zich niet gemakkelijk liet voorspellen. Ook was deze ingewikkelde situatie verantwoordelijk voor de veranderlijke staat van Gracies intensiteit. Grace trok over de zuidoostelijke Bahama's en promoveerde op 22 september tot orkaan. Daarna zwierf zij enige dagen ten noordoosten van de Bahama's over de Oceaan en handhaafde zich korte tijd als orkaan van de tweede categorie, om daarna weer in kracht toe te nemen.
Rond 28 en 29 september vereenvoudigde de situatie aan zienlijk; er ontstond een krachtig hogedrukgebied op Gracies noordoostflank, die haar naar het noordwesten stuurde. Gracie begon aan kracht toe te nemen en bereikte haar hoogtepunt met windsnelheden van 222 km/uur en een minimale druk van 950 mbar op 29 september ten zuidoosten van South Carolina. Daarna werd Gracie verzwakt doordat zij haar circulatie meer en meer over land dreef en zij bovendien koudere lucht aanzoog. Toch landde zij dezelfde dag met windsnelheden tot 195 km/uur als orkaan van de derde categorie nabij Beaufort in South Carolina. De orkaan verzakte tegen de hellingen van de Appalachen en degradeerde op 30 september tot tropische storm, die de volgende dag haar tropische kenmerken verloor boven North Carolina.
Gracie eiste 22 mensenlevens in de staten Virginia, South Carolina en Georgia. De slachtoffers in Virginia vielen ten gevolge van de vele windhozen, waarmee Gracie eenmaal boven land gepaard ging. In de andere staten vielen veel slachtoffers door verkeersongelukken ten gevolge van het noodweer en elektrocuties door afgebroken hoogspanningskabels. Gracie veroorzaakte $14 miljoen schade ($90 miljoen na inflatiecorrectie, 2005). Er werd besloten, de naam Gracie nooit meer te gebruiken voor een tropische cycloon in het Atlantisch bassin.

### Orkaan Hannah
Eind September strekte een grote trog van lage druk op grote hoogte zich uit vanaf Groenland zuidwaarts over de Atlantische Oceaan. Het zuidelijkste deel raakte afgesloten van de rest, dat oostwaarts trok. Het overgebleven deel werd een lagedrukgebied op grote hoogte, dat zich naar beneden uitbreidde en zo ontstond op 27 september een tropische depressie 27° NB, 50° WL. De tropische depressie trok westwaarts, onder invloed van hetzelfde hogedrukgebied dat Gracies koers beïnvloedde (Gracie lag op dat moment 450 km ten oosten van Florida). De volgende dag promoveerde de tropische depressie tot tropische storm Hannah. Hannah nam snel in kracht toe en zij begon (zoals ook Gracie had gedaan) met de wijzers van de klok mee op het naar het oosten wegtrekkende hogedrukgebied te trekken, dat zich aan haar noordflank bevond.
Daardoor beschreef Hannah een cirkel om Bermuda en passeerde op 2 oktober op ongeveer 350 km ten westen van Bermuda. Zij was op dat op haar hoogtepunt met windsnelheden van 205 km/uur en een minimale druk van 959 mbar, een intensiteit, die zij van 1 tot 3 oktober handhaafde. Daarna koerste ten noorden van Bermuda gekomen in oostelijke richting en begon in kracht af te nemen. Hannah bleef echter een orkaan tot 8 oktober, toen zij haar tropische kenmerken verloor. Inmiddels was zij onder invloed van een krachtig niet-tropisch lagedrukgebied ten zuidoosten van Groenland, naar het noordwesten gedraaid en zou later met dat systeem fuseren.

### Tropische storm Irene
Begin oktober trok een koufront vanuit het noordwesten de Golf van Mexico in. Daar kwam het tot stilstand en loste op. Het deel boven het zuidoosten en het midden van de Golf van Mexico ontwikkelde zich, doordat het front gepaard ging met een trog en op grote hoogte op dat moment een zwak hogedrukgebied heerste. Zo ontstond op 6 oktober een tropische depressie. De tropische depressie trok naar het noordoosten en promoveerde tot tropische storm Irene op 7 oktober. Irene was geen goed georganiseerde storm en landde op 8 oktober nabij Pensacola in Florida met windsnelheden tot 93 km/uur en een minimale druk van 1001 mbar. Enkele uren later degradeerde Irene boven Alabama tot tropische depressie, die de volgende dag boven Georgia oploste.

### Orkaan Judith
Op 10 oktober ontstond er een tropische onweersstoring boven de doldrums ten zuiden van Hispaniola. Deze kwam pas langzaam tot ontwikkeling, toen een tropische onweersstoring, die uit een tropische golf was ontstaan het systeem oppikte. Verder westwaarts ontstond er op 15 oktober een circulatie in dit systeem aan het aardoppervlak ten zuiden van Jamaica. Op hetzelfde moment ontstond er een ander lagedrukgebied met een circulatie aan het oppervlak boven de Golf van Campeche en een koufront zwiepte vanuit het noordwesten de Golf van Mexico in. Dit laatste dreef het lagedrukgebied naar het zuidoosten, waar het op de tropische onweersstoring stuitte in de Baai van Honduras. Hier smolten beide systemen op 17 oktober samen. Toen duidelijk was dat het systeem over een gesloten circulatie beschikte, promoveerde het direct tot tropische storm Judith. Judith trok noordwaarts, door de Straat Yucatán.
Judith draaide naar het noordoosten en nam in kracht toe, op 18 oktober bereikt zij heel even orkaankracht ten westen van de Florida Keys. Daarna zette Judith koers naar Florida, maar verzwakte toen zij de kust naderde. Op 18 oktober landde Judith nabij Boca Grande Eiland. Judith was intussen naar het oostnoordoosten gedraaid en stak het schiereiland Florida over. Opnieuw boven zee kon Judith weer aan kracht winnen. Judith passeerde rakelings langs Great Abaco Island in de Bahama's en promoveerde op 19 oktober opnieuw tot orkaan. Judith bereikte haar hoogtepunt met windsnelheden tot 130 km/uur en passeerde ten zuiden van Bermuda. Daarna nam zij in kracht af en verdween op 21 oktober ten oosten van Bermuda.

## Namen
De volgende namen werden gebruikt in 1959. Over de namen die niet aan bod zijn gekomen, is ofwel niet veel bekend, of er bestaat meningsverschil over. De naam Gracie werd geschrapt en nooit meer voor een tropische cycloon in het Atlantisch bassin gebruikt.
| - Arlene - Beulah - Cindy - Debra - Edith | - Flora - Gracie - Hannah - Irene - Judith |